# Alessandro Bertolini
Alessandro Bertolini (Rovereto, 27 de julio de 1971) es un ciclista italiano.
Debutó como profesional en el año 1994 en las filas del equipo Carrera y ha corrido para un gran número de equipos en su dilatada trayectoria como ciclista profesional, logrando un buen palmarés. Puso fin a su carrera deportiva al final de la temporada 2012.

## Palmarés
| 1992 - Gran Premio Palio del Recioto 1993 - Giro del Belvedere - Gran Premio Palio del Recioto - Gran Premio della Liberazione 1996 - 1 etapa de la Euskal Bizikleta - 1 etapa del Trofeo dello Stretto 1997 - 1 etapa del Giro de Cerdeña - París-Bruselas 1999 - Tour de Schynberg 2000 - 1 etapa de la Carrera de la Paz - 1 etapa de la Vuelta a Austria 2001 - Circuito de Guecho 2003 - Giro del Piamonte | 2004 - Giro de la Provincia de Lucca, más 1 etapa 2005 - Coppa Sabatini 2006 - 1 etapa del Circuito de La Sarthe - Coppa Agostoni 2007 - 1 etapa de la Settimana Coppi e Bartali - Giro de los Apeninos - Coppa Agostoni - Trittico Lombardo - Giro del Veneto - Coppa Placci - UCI Europe Tour 2008 - 1 etapa del Giro de Italia - Giro de los Apeninos 2010 - 1 etapa del Giro del Trentino |

## Resultados en Grandes Vueltas y Campeonatos del Mundo
| Carrera         | Carrera         | 1994 | 1995 | 1996 | 1997 | 1998 | 1999 | 2000  | 2001 | 2002 | 2003  | 2004 | 2005  | 2006 | 2007 | 2008 | 2009 | 2010  | 2011 | 2012 |
| --------------- | --------------- | ---- | ---- | ---- | ---- | ---- | ---- | ----- | ---- | ---- | ----- | ---- | ----- | ---- | ---- | ---- | ---- | ----- | ---- | ---- |
|                 | Giro de Italia  | —    | Ab.  | —    | —    | —    | —    | —     | —    | 83.º | —     | 52.º | —     | Ab.  | —    | 89.º | 92.º | 115.º | —    | —    |
|                 | Tour de Francia | Ab.  | Ab.  | Ab.  | —    | —    | —    | —     | —    | —    | 146.º | Ab.  | 113.º | —    | —    | —    | —    | —     | —    | —    |
|                 | Vuelta a España | —    | —    | —    | —    | 83.º | —    | 110.º | —    | —    | 112.º | —    | —     | —    | —    | —    | —    | —     | —    | —    |
| Mundial en Ruta | Mundial en Ruta | —    | —    | —    | —    | —    | —    | —     | —    | —    | —     | —    | —     | —    | 62.º | —    | —    | —     | —    | —    |

—: no participa
Ab.: abandono

## Equipos
- Carrera Jeans (1994-1995)
- Brescialat (1996)
- MG-Technogym (1997)
- Cofidis (1998)
- Mobilvetta-Northware (1999)
- Alessio (2000-2004)
  - Alessio (2000-2003)
  - Alessio-Bianchi (2004)
- Domina Vacanze (2005)
- Selle Italia/Serramenti PVC Diq./Androni Giocattoli (2006-2012)
  - Selle Italia-Serramenti Diquigiovanni (2006)
  - Serramenti PVC Diquigiovanni-Androni Giocattoli (2007-2009)
  - Androni Giocattoli-Serramenti PVC Diquigiovanni (2010-2011)
  - Androni Giocattoli-Venezula (2012)